# Pljusskij rajon
Il Pljusskij rajon (in russo Плюсский район?) è un rajon dell'Oblast' di Pskov, nella Russia europea. Istituito nel 1927, il cui capoluogo è Pljussa.